# Trimmatom zapotes
Trimmatom zapotes és una espècie de peix de la família dels gòbids i de l'ordre dels perciformes.

## Hàbitat
És un peix marí, de clima tropical i demersal que viu entre 3-10 m de fondària.

## Distribució geogràfica
Es troba a Queensland (Austràlia).

## Observacions
És inofensiu per als humans.